# Groupe des écoles nationales d'économie et statistique
Pour la ville italienne, voir Gênes.
Le groupe des écoles nationales d'économie et statistique (GENES) est un grand établissement français d'enseignement supérieur et de recherche spécialisé dans les sciences économiques et plus spécialement les statistiques. Il comprend deux écoles, un centre d'étude, des centres de formation et de centres de recherche.

## Histoire
Le GENES a été créé par le décret no 94-525 du 27 juin 1994 pour regrouper les activités de recherche et d'enseignement de l'Insee, et plus spécialement l'École nationale de la statistique et de l'administration économique (ENSAE), créée en 1942, et l'École nationale de la statistique et de l'analyse de l'information (ENSAI), créée - par émanation d'une division de l'ENSAE - en 1994. 
Le groupe a acquis son autonomie juridique et financière en vertu du décret no 2010-1670 du 28 décembre 2010, entré en vigueur le 1er janvier 2011. Depuis cette date, le GENES a le statut de grand établissement.

## Organisation
Le GENES comprend :
- deux écoles d’ingénieurs ;
  - l'École nationale de la statistique et de l'administration économique (ENSAE) (campus de Saclay) ;
  - l'École nationale de la statistique et de l'analyse de l'information (ENSAI) (campus à Rennes, plus exactement sur le campus de Ker Lann) ;
- un centre d’accès sécurisé, le Centre d’accès sécurisé aux données (CASD), constitué le 20 décembre 2018 sous forme d'un Groupement d'intérêt public (GIP) avec l'État français et 3 autres organismes (CNRS, HEC, École polytechnique) ;
- un centre de recherche, le Centre de recherche en économie et statistique (CREST) ;
- un centre de formation continue, le Centre d'études des programmes économiques (CEPE).

Placé sous le contrôle du ministère français de l'Économie, il est dirigé par un directeur général. La gouvernance est assurée par un conseil d'administration de 25 membres (6 représentant l'État, 8 personnalités qualifiées et 11 élus dont 5 enseignants ou chercheurs, 3 membres du personnel administratif et 3 élèves).

## Missions
Le GENES a une mission de formation initiale et continue de fonctionnaires français, d'élèves ingénieurs, d'étudiants en master et de doctorants. 
Elle assure notamment la formation initiale des administrateurs (via l'ENSAE) et des attachés (via l'ENSAI) de l'Insee. Toutefois, la majeure partie de ses élèves ne sont pas des fonctionnaires. Elle mène aussi des activités de recherche principalement en mathématiques, économétrie et statistiques. 

## Sources
1. ↑  Décret no 94-525 du 27 juin 1994 portant organisation du groupe des écoles nationales d’économie et statistique
2. ↑  Décret no 2010-1670 du 28 décembre 2010 relatif au Groupe des écoles nationales d’économie et statistique